# ویلسون ۲۴۶۵
سیارک ۲۴۶۵ (به انگلیسی: 2465 Wilson، نامگذاری:1949PK) دو هزار و چهارصد و شصت و پنجمین سیارک کشف شده‌است که در ۲ اوت ۱۹۴۹ و در هایدلبرگ کشف شد.
قدر مطلق سیارک برابر ۱۲٫۰۰ است.